# Cylindropuntia ganderi
Cylindropuntia ganderi ist eine Pflanzenart aus der Gattung Cylindropuntia in der Familie der Kakteengewächse (Cactaceae). Das Artepitheton ganderi ehrt Frank F. Gander. Ein Trivialname ist „Gander’s Cholla“.

## Beschreibung
Cylindropuntia ganderi wächst strauchig mit stets aufwärts gebogenen Zweigen und erreicht Wuchshöhen von 0,5 bis 1,5 Meter. Auf den fest haftenden, grünen, 5 bis 20 Zentimeter langen und 1,7 bis 4,5 Zentimeter im Durchmesser messenden Triebabschnitten befinden sich etwas zu Rippen zusammenfließende Höcker. Die gelb bis lohfarben bewollten Areolen vergrauen im Alter und tragen 0,5 bis 6 Millimeter lange gelbe bis rostfarbene Glochiden. Die 11 bis 28 Dornen sind an fast allen Areolen vorhanden und verdecken die Triebe etwas. Sie sind ausgebreitet bis aufrecht, im Querschnitt kreisrund oder abgeflacht, weiß bis rötlich und werden im Alter dunkler. Die Dornen sind 2 bis 3,5 Zentimeter lang. Die lose sitzenden Scheiden der Dornen sind weiß bis gelb.
Die Blüten sind grünlich gelb. Die kugelförmigen, klettenartigen, anfangs gelblichen Früchte sind trocken lohfarben.

## Verbreitung, Systematik und Gefährdung
Cylindropuntia ganderi ist in den Vereinigten Staaten im Bundesstaat Kalifornien sowie im mexikanischen Bundesstaat Baja California in Höhenlagen von 100 bis 1000 Metern verbreitet
Die Erstbeschreibung als Opuntia acanthocarpa subsp. ganderi von Carl Brandt Wolf wurde 1938 veröffentlicht. Jon Paul Rebman und Donald John Pinkava erhoben die Unterart 2001 in den Rang einer eigenständigen Art. Weitere nomenklatorische Synonyme sind Opuntia acanthocarpa var. ganderi (C.B.Wolf) L.D.Benson (1969), Opuntia ganderi (C.B.Wolf) Rebman & Pinkavav (1996) und Grusonia ganderi (C.B.Wolf) G.D.Rowley (2006).
Es werden folgende Unterarten unterschieden:
- Cylindropuntia ganderi subsp. ganderi
- Cylindropuntia ganderi subsp. catavinensis (Rebman) Rebman

In der Roten Liste gefährdeter Arten der IUCN wird die Art als „Least Concern (LC)“, d. h. als nicht gefährdet geführt. Die Entwicklung der Populationen wird als stabil angesehen.

## Nachweise